# Harald Büttner
Harald Büttner (* 13. April 1953 in Meißen) ist ein ehemaliger deutscher Ringer aus der DDR. Er wurde Welt- und Europameister.

## Werdegang
Harald Büttner wuchs in Meißen (Sachsen) auf. Er war sportlich sehr gut veranlagt und beschäftigte sich als Jugendlicher zunächst mit dem Gewichtheben – Meißen war zu DDR-Zeiten eine Gewichtheberhochburg – und dem Rudern. Schließlich landete er aber doch beim Ringen und wurde 1970 bei der Kinder- und Jugendspartakiade der DDR 2. Sieger in seiner Gewichtsklasse. Er fiel dabei einem in dem Ringerzentrum Luckenwalde tätigen Trainer, Wolfgang Brösicke, auf, der Harald Büttner veranlasste, zur SG Dynamo Luckenwalde zu gehen. Dort machte er bei dem gezielten Training rasche Fortschritte und startete 1973 erstmals bei den Welt- und Europameisterschaften. Er überraschte dabei bei den Europameisterschaften gleich mit einem dritten Platz in der Schwergewichtsklasse. Bis 1980 trat er dann regelmäßig bei den Olympischen Spielen, Weltmeisterschaften und Europameisterschaften an. Seine größten Erfolge waren der Weltmeistertitel 1978 und der Europameistertitel 1974. Ein Medaillengewinn bei den Olympischen Spielen 1976 bzw. 1980 blieb ihm aber versagt. Wobei besonders der 4. Platz in Moskau weh tat, als er nach vier Siegen in Folge gegen den Außenseiter Strnisko aus der CSSR unterlag und ausscheiden musste. Bemerkenswert waren seine Siege über die als unschlagbar geltenden sowjetischen Sportler Iwan Jarygin, Lewan Tediaschwili und Wladimir Gulutkin und über Olympiasieger Benjamin Peterson, USA. An Aslanbek Bisultanow und Ilja Fjodorowitsch Mate, ebenfalls Ringer aus der Sowjetunion, kam er jedoch nicht vorbei.
Harald Büttner lebt heute in Berlin.

## Internationale Erfolge
| Jahr | Platz | Wettbewerb                                                          | Gewichtsklasse | Ergebnisse |
| 1972 | 2.    | Junioren-EM in Hvar/Jugoslawien                                     | Schwer         | hinter Stojan Radew, Bulgarien, vor Laszlo Jakob, Ungarn |
| 1973 | 3.    | EM in Lausanne                                                      | Schwer         | mit Siegen über Petr Drozda, Tschechoslowakei, Marin Rachew, Bulgarien, Enache Panait, Rumänien und Niederlagen gegen József Csatári, Ungarn und Wladimir Gulutkin, UdSSR       |
| 1973 | 8.    | WM in Teheran                                                       | Schwer         | nach Niederlagen gegen Jozsef Csatari und Iwan Jarygin, UdSSR |
| 1974 | 4.    | Dynamo-Spartakiade in Berlin-Ost                                    | Schwer         | hinter Liewa, UdSSR, Marton, Rumänien und Peter Drozda, CSSR |
| 1974 | 1.    | EM in Madrid                                                        | Schwer         | mit Siegen über Jozsef Csatari, Peter Drozda, Edward Zmudziejewski, Polen, Dimitar Nekow, Bulgarien und Iwan Jarygin                                                            |
| 1974 | 2.    | "Werner-Seelenbinder"-Turnier in Rostock                            | Schwer         | hinter Ikajew, UdSSR, vor Malinowski, Polen |
| 1974 | 3.    | WM in Istanbul                                                      | Schwer         | mit Siegen über Dimo Kostow, Bulgarien, Giyasettin, Yilmaz, Türkei, John Bowlau, USA und Niederlagen gegen Wladimir Gulutkin und Hollogin Baianmunkh, Mongolei                  |
| 1975 | 3.    | Intern. Turnier in Galati                                           | Schwer         | hinter Wladimir Kopuschin, UdSSR und Enache Panait, vor Max Schröger, Bundesrepublik Deutschland                                                                                |
| 1975 | 2.    | EM in Ludwigshafen am Rhein                                         | Schwer         | mit Siegen über Max Schröger, Dimitrios Spiridopoulos, Griechenland, Peter Drozda, Iwan Jarygin und einer Niederlage gegen Dimo Kostow                                          |
| 1975 | 2.    | WM in Minsk                                                         | Schwer         | mit Siegen über Benjamin Peterson, USA, Makoto Saito, Japan, Claude Pillon, Kanada, Wladimir Gulutkin und Niederlagen gegen Dimo Kostow und Hollogin Baianmunkh                 |
| 1976 | 12.   | OS in Montreal                                                      | Schwer         | nach Niederlagen gegen Hollogin Baianmunkh und Iwan Jarygin |
| 1977 | 3.    | EM in Bursa                                                         | Schwer         | mit Siegen über Walentin Petrow, Bulgarien, Vasile Pușcașu, Rumänien, Mehmet Güclü, Türkei und einer Niederlage gegen Aslanbek Bisultanow, UdSSR                                |
| 1977 | 1.    | Großer Preis der Bundesrepublik Deutschland in Freiburg             | Schwer         | vor Stelica Morcow, Bulgarien, Vasile Puscasu und Hans-Peter Stratz, Bundesrepublik Deutschland                                                                                 |
| 1977 | 2.    | WM in Lausanne                                                      | Schwer         | mit Siegen über Hollogin Baianmunkh, Slawko Tscherwenkow, Bulgarien, Mike McCready, USA, Vasile Pușcașu, Alireza Soleimani, Iran und einer Niederlage gegen Aslanbek Bisultanow |
| 1978 | 3.    | Intern. Turnier in Bukarest                                         | Schwer         | hinter Vasila Puscasu und Golpatin, UdSSR |
| 1978 | 4.    | EM in Sofia                                                         | Schwer         | mit Siegen über Ari Mustafow, Bulgarien und Mehmet Güclü und einer Niederlage gegen Lewan Tediaschwili, UdSSR                                                                   |
| 1978 | 1.    | Großer Preis der Bundesrepublik Deutschland in Freiburg             | Schwer         | vor Vasile Puscasu und Boguslaw Naumowicz, Polen |
| 1978 | 1.    | "Werner-Seelenbinder"-Turnier in Leipzig                            | Schwer         | vor Fred Rosentreter und Hans-Peter Albert, beide DDR |
| 1978 | 1.    | WM in Mexiko-Stadt                                                  | Schwer         | mit Siegen über Hollogin Baianmunkh, Pawel Kurczewski, Polen, Vasile Pușcașu, Larry Bielenburg, USA, Mehmet Güclü, Barbaro Morgan, Kuba und Lewan Tediaschwili                  |
| 1979 | 6.    | EM in Bukarest                                                      | Schwer         | nach Niederlagen gegen Ilja Mate, UdSSR und Vasile Pușcașu |
| 1079 | 1.    | "Werner-Seelenbinder"-Turnier in Leipzig                            | Schwer         | vor Fred Bohna, USA, Hans-Peter Stratz und Fred Rosentreter |
| 1979 | 4.    | WM in San Diego                                                     | Schwer         | mit Siegen über Istvan Robotka, Ungarn und Hans-Peter Stratz und Niederlagen gegen Russell Hellickson, USA und Ilja Mate                                                        |
| 1980 | 2.    | Großer Preis der Bundesrepublik Deutschland in Freiburg im Breisgau | Schwer         | hinter Ilja Mate, vor Thomasz Busse, Polen u. Antal Bodo, Ungarn |
| 1980 | 3.    | EM in Prievidza/CSSR                                                | Schwer         | nach Siegen über Tomasz Busse, Julius Strnisko, CSSR, Sitki Kadiroglu, Türkei, Slawko Tschwerwenkow und einer Niederlage gegen Magomed Magomedow, UdSSR                         |
| 1980 | 4.    | OS in Moskau                                                        | Schwer         | nach Siegen gegen Elsaid Saleh, Syrien, Vasile Pușcașu, Barbaro Morgan und Tomasz Busse und einer Niederlage gegen Julius Strnisko                                              |

## DDR-Meisterschaften
| Jahr | Platz | Gewichtsklasse | Ergebnisse                                                                                   |
| 1972 | 3.    | Schwer         | hinter Gerd Bachmann, SC Leipzig und Klaus Beyse, SC Chemie Leuna                            |
| 1973 | 2.    | Schwer         | hinter Siegfried Handrock, Warnowwerft Warnemünde, vor Wolfgang Arndt, SG Dynamo Luckenwalde |
| 1974 | 1.    | Schwer         | vor Siegfried Handrock und Hans-Jürgen Nagel, SC Motor Jena                                  |
| 1975 | 1.    | Schwer         | vor Michael Först, BSG Wismut Aue und Andreas Rosentreter, SC Chemie Halle                   |
| 1976 | 1.    | Schwer         | vor Detlef Friedchan, SC Chemie Halle und Uwe Neupert, SC Motor Jena                         |
| 1977 | 1.    | Schwer         | vor Hans-Jürgen Nagel und Fred Rosentreter, SC Chemie Halle                                  |
| 1978 | 1.    | Schwer         | vor Hans-Jürgen Ziegler, SC Dynamo Luckenwalde und Fred Rosentreter                          |
| 1979 | 1.    | Schwer         | vor Andreas Schröder, SC Motor Jena und Dieter Baumann, SG Wismut Aue                        |
| 1980 | 1.    | Schwer         | vor Andreas Schröder und Rolf Nehls, SG Danamo Luckenwalde                                   |

Erläuterungen
- alle Wettkämpfe im freien Stil
- OS = Olympische Spiele, WM = Weltmeisterschaft, EM = Europameisterschaft
- Schwergewicht, damals bis 100 kg Körpergewicht